# بونوا موسي
بونوا موسي كان متسابق دراجات نارية سويسري. نافس في سباقات بطولة العالم لفئة 500 سي سي ولفئة 250 سي سي ولفئة 50 سي سي. توفي إثر حادث تعرض له أثناء السباق حيث اصطدم بالجدار الحاجز بعد خلل في عمود المقود.